# Victor McLaglen
Victor McLaglen, all'anagrafe Victor Andrew de Bier Everleigh McLaglen (Tunbridge Wells, 10 dicembre 1886 – Newport Beach, 7 novembre 1959), è stato un attore britannico naturalizzato statunitense.

## Biografia
Figlio di un reverendo protestante, ultimo di otto figli, partecipò alla prima guerra mondiale. Conclusosi il conflitto, si trasferì in Canada, dove si unì ad un circo lavorando come cowboy cavallerizzo. Questa esperienza lo portò a girare il mondo, visitando gli Stati Uniti, l'Australia ed il Sudafrica. Appassionato pugile, intraprese la carriera professionistica, interrompendola nel 1920 per partecipare alle riprese cinematografiche di The Call of the Road, film muto britannico.

Nel 1924 si trasferì negli Stati Uniti, dove si affermò prevalentemente come attore caratterista, ma anche in ruoli da protagonista, come nella pellicola bellica Gloria (1926) di Raoul Walsh. La sua parlata dal forte accento britannico lo rese famoso e molto ricercato all'avvento del sonoro da registi quali John Ford, che gli offrì il ruolo principale nei film La pattuglia sperduta (1934) e Il traditore (1935), per la cui interpretazione vinse il premio Oscar al miglior attore.

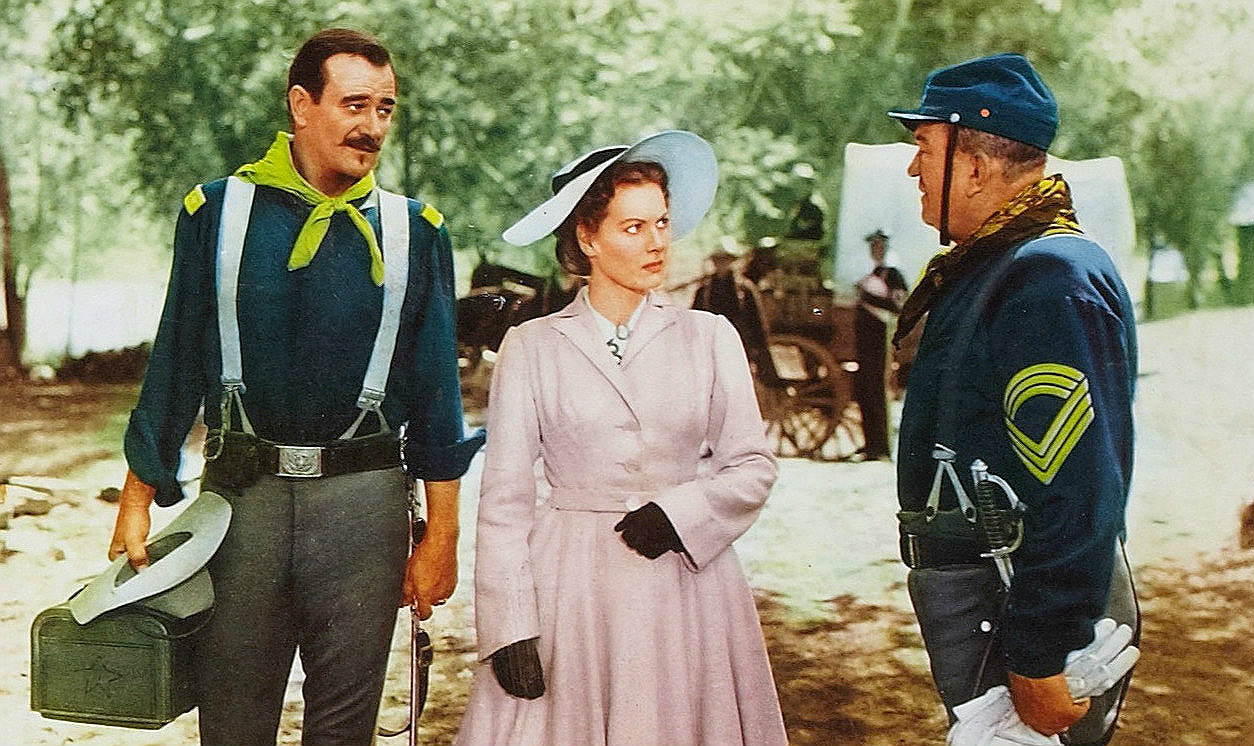
Victor McLaglen (a destra) nel film Rio Bravo (1950) con Maureen O'Hara e John Wayne

Nel dopoguerra, McLaglen continuò con successo la sua carriera sul grande schermo, interpretando i più svariati personaggi. John Ford lo volle nei tre film che compongono la cosiddetta "trilogia della Cavalleria", Il massacro di Fort Apache (1948), I cavalieri del Nord Ovest (1949) e Rio Bravo (1950). Successivamente Ford diresse McLaglen in Un uomo tranquillo (1952), grazie al quale l'attore ottenne una candidatura all'Oscar quale miglior attore non protagonista.
Nel 1959 morì nella sua casa californiana, a causa di un infarto. Venne cremato e le sue ceneri vennero poste in una celletta del Forest Lawn Memorial Park di Glendale, situata vicina a quella contenente le ceneri di Humphrey Bogart.

## Filmografia

### Cinema
- The Call of the Road, regia di A. E. Coleby (1920)
- Corinthian Jack, regia di W. Courtney Rowden (1921)
- The Prey of the Dragon, regia di F. Martin Thornton (1921)
- The Sport of Kings, regia di Arthur Rooke (1921)
- Carnival, regia di Harley Knoles (1921)
- The Crimson Circle, regia di George Ridgwell (1922)
- La gloriosa avventura (The Glorious Adventure), regia di J. Stuart Blackton (1922)
- Little Brother of God, regia di F. Martin Thornton (1922)
- A Romance of Old Baghdad, regia di Kenelm Foss (1922)
- A Sailor Tramp, regia di F. Martin Thornton (1922)
- Heartstrings, regia di Edwin Greenwood (1923)
- In the Blood, regia di Walter West (1923)
- The Romany, regia di F. Martin Thornton (1923)
- L'ultima danza (Woman to Woman), regia di Graham Cutts (1923) (non accreditato)
- M'Lord of the White Road, regia di Arthur Rooke (1923)
- The Boatswain's Mate, regia di Manning Haynes (1923)
- The Gay Corinthian, regia di Arthur Rooke (1924)
- Women and Diamonds, regia di F. Martin Thornton (1924)
- The Beloved Brute, regia di J. Stuart Blackton (1924)
- L'avventura appassionata (The Passionate Adventure), regia di Graham Cutts (1924)
- The Hunted Woman, regia di Jack Conway (1925)
- Percy, regia di Roy William Neill (1925)
- Il trio infernale (The Unholy Three), regia di Tod Browning (1925)
- Winds of Chance, regia di Frank Lloyd (1925)
- Cuore di combattente (The Fighting Heart), regia di John Ford (1925)
- The Isle of Retribution, regia di James P. Hogan (1926)
- Uomini d'acciaio (Men of Steel), regia di George Archainbaud (1926)
- Gli eroi del deserto (Beau Geste), regia di Herbert Brenon (1926)
- Gloria (What Price Glory?), regia di Raoul Walsh (1926)
- Gli amori di Carmen (The Loves of Carmen), regia di Raoul Walsh (1927)
- La canzone della mamma (Mother Machree), regia di John Ford (1928)
- Capitan Barbablù (A Girl in Every Port), regia di Howard Hawks (1928)
- La casa del boia (Hangman's House), regia di John Ford (1928)
- The River Pirate, regia di William K. Howard (1928)
- Avventura d'alto bordo (Captain Lash), regia di John G. Blystone (1929)
- Forzuto (Strong Boy), regia di John Ford (1929)
- La guardia nera (The Black Watch), regia di John Ford (1929)
- Giorni felici (Happy Days), regia di Benjamin Stoloff (1929)
- I due rivali (The Cock-Eyed World), regia di Raoul Walsh (1929)
- Fifì dimmi di sì (Hot for Paris), regia di Raoul Walsh (1929)
- On the Level, regia di Irving Cummings (1930)
- Il gallo della checca (A Devil with Women), regia di Irving Cummings (1930)
- Disonorata (Dishonored), regia di Josef von Sternberg (1931)
- La corsa alla fortuna (Three Rogues), regia di Benjamin Stoloff (1931)
- I gioielli rubati (The Stolen Jools), regia di William C. McGann (1931)
- Sempre rivali (Women of All Nations), regia di Raoul Walsh (1931)
- I pasticci di Annabella (Annabelle's Affairs), regia di Alfred L. Werker (1931)
- Condannata (Wicked), regia di Allan Dwan (1931)
- La rosa del Texas (The Gay Caballero), regia di Alfred L. Werker (1932)
- La lotteria del diavolo (Devil's Lottery), regia di Sam Taylor (1932)
- While Paris Sleeps, regia di Allan Dwan (1932)
- Guilty as Hell, regia di Erle C. Kenton (1932)
- Rackety Rax, regia di Alfred L. Werker (1932)
- Tutto pepe (Hot Pepper), regia di John G. Blystone (1933)
- Sfidando la vita (Laughing at Life), regia di Ford Beebe (1933)
- La pattuglia sperduta (The Lost Patrol), regia di John Ford (1934)
- No More Women, regia di Albert S. Rogell (1934)
- Wharf Angel, regia di William Cameron Menzies e George Somnes (1934)
- Il mistero del varietà (Murder at the Vanities), regia di Mitchell Leisen (1934)
- The Captain Hates the Sea, regia di Lewis Milestone (1934)
- Sotto pressione (Under Pressure), regia di Raoul Walsh (1935)
- The Great Hotel Murder, regia di Eugene Forde (1935)
- Dick Turpin il bandito gentiluomo (Dick Turpin), regia di Victor Hanbury e John Stafford (1935)
- Il traditore (The Informer), regia di John Ford (1935)
- Professional Soldier, regia di Tay Garnett (1935)
- Annie del Klondike (Klondike Annie), regia di Raoul Walsh (1936)
- Sotto due bandiere (Under Two Flags), regia di Frank Lloyd (1936)
- Il magnifico bruto (Magnificent Brute), regia di John G. Blystone (1936)
- I demoni del mare (Sea Devils), regia di Benjamin Stoloff (1937)
- Senza perdono (Nancy Steele Is Missing!), regia di George Marshall (1937)
- Sigillo segreto (This Is My Affair), regia di William A. Seiter (1937)
- Alle frontiere dell'India (Wee Willie Winkie), regia di John Ford (1937)
- Battle of Broadway, regia di George Marshall (1938)
- Il convegno dei cinque (The Devil's Party), regia di Ray McCarey (1938)
- We're Going to Be Rich, regia di Monty Banks (1938)
- Tragedia sul Pacifico (Pacific Liner), regia di Lew Landers (1939)
- Gunga Din, regia di George Stevens (1939)
- Il grande nemico (Let Freedom Ring), regia di Jack Conway (1939)
- Ex campione (Ex-Champ), regia di Phil Rosen (1939)
- Capitan Furia (Captain Fury), regia di Hal Roach (1939)
- Segreto mortale (Full Confession), regia di John Farrow (1939)
- Inferno dei Tropici (Rio), regia di John Brahm (1939)
- The Big Guy, regia di Arthur Lubin (1939)
- A sud di Pago Pago (South of Pago Pago), regia di Alfred E. Green (1940)
- Diamond Frontier, regia di Harold D. Schuster (1940)
- Una gabbia di matti (Broadway Limited), regia di Gordon Douglas (1941)
- Call Out the Marines, regia di William Hamilton e Frank Ryan (1942)
- La città della polvere (Powder Town), regia di Rowland V. Lee (1942)
- Ragazza cinese (China Girl), regia di Henry Hathaway (1942)
- Per sempre e un giorno ancora (Forever and a Day), regia di Edmund Goulding e Cedric Hardwicke (1943)
- Il traditore dei mari (Tampico), regia di Lothar Mendes (1944)
- Roger Touhy, Gangster, regia di Robert Florey (1944)
- Il pirata e la principessa (The Princess and the Pirate), regia di David Butler (1944)
- Femmine del mare (Rough, Tough and Ready), regia di Del Lord (1945)
- Love, Honor and Goodbye, regia di Albert S. Rogell (1945)
- Sangue all'alba (Whistle Stop), regia di Léonide Moguy (1946)
- Calendar Girl, regia di Allan Dwan (1947)
- I briganti (The Michigan Kid), regia di Ray Taylor (1947)
- La superba creola (The Foxes of Harrow), regia di John M. Stahl (1947)
- Il massacro di Fort Apache (Fort Apache), regia di John Ford (1948)
- I cavalieri del Nord Ovest (She Wore a Yellow Ribbon), regia di John Ford (1949)
- Rio Bravo (Rio Grande), regia di John Ford (1950)
- O'Mara's Chain Miracle (1951) (cortometraggio)
- Un uomo tranquillo (The Quiet Man), regia di John Ford (1952)
- Il ribelle di Giava (Fair Wind to Jawa), regia di Joseph Kane (1953)
- Il principe coraggioso (Prince Valiant), regia di Henry Hathaway (1954)
- Il tiranno di Glen (Trouble in the Glen), regia di Herbert Wilcox (1954)
- Un napoletano nel Far West (Many Rivers to Cross), regia di Roy Rowland (1955)
- Allarme sezione omicidi (City of Shadows), regia di William Witney (1955)
- La moschea nel deserto (Bengazi), regia di John Brahm (1955)
- Lady Godiva (Lady Godiva of Coventry), regia di Arthur Lubin (1955)
- Il giro del mondo in 80 giorni (Around the World in Eighty Days), regia di Michael Anderson (1956)
- The Abductors, regia di Andrew V. McLaglen (1957)
- Gli italiani sono matti, regia di Duilio Coletti e Luis María Delgado (1958)
- Sea Fury, regia di Cy Endfield (1958)

### Televisione
- Schlitz Playhouse of Stars – serie TV (1952)
- Lux Video Theatre – serie TV (1954)
- The Eddie Cantor Comedy Theater – serie TV, episodio 1x35 (1955)
- Jane Wyman Presents the Fireside Theatre – serie TV (1955)
- Studio 57 – serie TV (1957)
- Have Gun - Will Travel – serie TV, episodio 1x25 (1958)
- Gli uomini della prateria (Rawhide) – serie TV, episodio 2x03 (1959)

## Riconoscimenti
- Premio Oscar
  - 1936 – Miglior attore per Il traditore
  - 1953 – Candidatura per il miglior attore non protagonista per Un uomo tranquillo
- New York Film Critics Circle Awards
  - 1935 – Candidatura per il miglior attore protagonista per Il traditore

## Doppiatori italiani
- Mario Besesti in Il traditore dei mari, Sangue all'alba, I briganti, La superba creola, Rio Bravo, Un uomo tranquillo, Il ribelle di Giava, Il principe coraggioso, La maschera del deserto
- Gaetano Verna in Gunga Din, Il massacro di Fort Apache, I cavalieri del Nord Ovest
- Camillo Pilotto in Il traditore, Una gabbia di matti
- Olinto Cristina in Il tiranno di Glen, Gli italiani sono matti
- Carlo Romano in Un napoletano nel Far West
- Renato Turi in Il pirata e la principessa (ridoppiaggio)